# Скандинавське (яйце Фаберже)
Яйце «Скандинавське» — ювелірне великоднє яйце виготовлене фірмою Карла Фаберже на замовлення приватної особи в Санкт-Петербурзі. Є одним із серії яєць Фаберже із курочкою, з яких тільки незначна частина збереглась досі.

## Опис
Яйце покрите прозорою сунично-червоною емаллю на гільйошируваному тлі. Відмикається по горизонталі, стулки розділені смужкою із червоного золота, яка декорована лавровими мотивами із зеленого золота. В середині яйця на шарнірі розміщений жовток із матової емалі, в якому на замшевій прокладці зберігається золота курочка.

### Сюрприз
Золота курочка пофарбована емалями переважно коричневих відтінків із додаванням білого та сірого кольорів. Верхня половина тулуба кріпіться на шарнірі, що схований в хвості, і підіймається за дзьоб. Очі курочки — з алмазів огранювання «троянда».

### Клейма
Російські ініціали майстра, пробірне клеймо 56 (стандарт 14-каратного золота), гравірований інвентарний номер 5356.

## Історія
Скандинавське яйце було виготовлене майстром фірми Фаберже Михайлом Перхіним в період з 1899 по 1903 роки. Його виявили в сейфі банку в Осло серед предметів, що належали Марії Квізлінг (1900—1980), вдови Відкуна Квізлінга (1887—1945).